# Gran Premi d'Itàlia del 2015
El Gran Premi d'Itàlia de Fórmula 1 de la temporada 2015 s'ha disputat al Circuit de Monza, del 4 al 6 de setembre del 2015.

## Resultats de la qualificació
| Pos                  | No | Pilot             | Constructor          | Part 1      | Part 2      | Part 3   | Sortida |
| -------------------- | -- | ----------------- | -------------------- | ----------- | ----------- | -------- | ------- |
| 1                    | 44 | Lewis Hamilton    | Mercedes             | 1:24.251    | 1:23.383    | 1:23.397 | 1       |
| 2                    | 7  | Kimi Räikkönen    | Ferrari              | 1:24.662    | 1:23.757    | 1:23.631 | 2       |
| 3                    | 5  | Sebastian Vettel  | Ferrari              | 1:24.989    | 1:23.577    | 1:23.685 | 3       |
| 4                    | 6  | Nico Rosberg      | Mercedes             | 1:24.609    | 1:23.864    | 1:23.703 | 4       |
| 5                    | 19 | Felipe Massa      | Williams-Mercedes    | 1:25.184    | 1:23.983    | 1:23.940 | 5       |
| 6                    | 77 | Valtteri Bottas   | Williams-Mercedes    | 1:24.979    | 1:24.313    | 1:24.127 | 6       |
| 7                    | 11 | Sergio Pérez      | Force India-Mercedes | 1:24.801    | 1:24.379    | 1:24.626 | 7       |
| 8                    | 8  | Romain Grosjean   | Lotus-Mercedes       | 1:25.144    | 1:24.448    | 1:25.054 | 8       |
| 9                    | 27 | Nico Hülkenberg   | Force India-Mercedes | 1:24.937    | 1:24.510    | 1:25.317 | 9       |
| 10                   | 9  | Marcus Ericsson   | Sauber-Ferrari       | 1:25.122    | 1:24.457    | 1:26.214 | 121     |
| 11                   | 13 | Pastor Maldonado  | Lotus-Mercedes       | 1:25.429    | 1:24.525    |          | 10      |
| 12                   | 12 | Felipe Nasr       | Sauber-Ferrari       | 1:25.121    | 1:24.898    |          | 11      |
| 13                   | 55 | Carlos Sainz, Jr. | Toro Rosso-Renault   | 1:25.410    | 1:25.618    |          | 172     |
| 14                   | 26 | Daniïl Kviat      | Red Bull-Renault     | 1:25.742    | 1:25.796    |          | 183     |
| 15                   | 3  | Daniel Ricciardo  | Red Bull-Renault     | 1:25.633    | Sense temps |          | 194     |
| 16                   | 22 | Jenson Button     | McLaren-Honda        | 1:26.058    |             |          | 155     |
| 17                   | 14 | Fernando Alonso   | McLaren-Honda        | 1:26.154    |             |          | 166     |
| 18                   | 28 | Will Stevens      | Marussia-Ferrari     | 1:27.731    |             |          | 13      |
| 19                   | 98 | Roberto Merhi     | Marussia-Ferrari     | 1:27.912    |             |          | 14      |
| NC                   | 33 | Max Verstappen    | Toro Rosso-Renault   | Sense temps |             |          | 207     |
| 107% temps: 1:30.148 |    |                   |                      |             |             |          |         |
| Font:                |    |                   |                      |             |             |          |         |

Notes
^1  – Marcus Ericsson ha rebut una penalització de 3 llocs a la graella per molestar la volta de Nico Hülkenberg, però finalment només penalitza dues posicions per les penalitzacions de Carlos Sainz.

^2  – Carlos Sainz ha rebut un total de 35 llocs de penalització pels diferents canvis fets al seu motor.

^3  – Daniïl Kviat ha rebut un total de 35 llocs de penalització pels diferents canvis fets al seu motor.

^4  – Daniel Ricciardo ha rebut un total de 50 llocs de penalització pels diferents canvis fets al seu motor.

^5  – Jenson Button ha rebut un total de 5 llocs de penalització pels canviar el novè ICU però no penalitza tant per les sancions als altres pilots.

^6  – Fernando Alonso ha rebut un total de 10 llocs de penalització pels canviar el novè ICU però no penalitza tant per les sancions als altres pilots.

^7  – Max Verstappen ha rebut un total de 35 llocs de penalització pels diferents canvis fets al seu motor. A més a més ha estat qualificat per la cursa pels comissari. al no haver marcat temps a les tandes de qualificació.

## Resultats de la Cursa
| Pos   | No | Pilot            | Constructor          | Voltes | Temps / Retirada | Pos.Sortida | Punts |
| ----- | -- | ---------------- | -------------------- | ------ | ---------------- | ----------- | ----- |
| 1     | 44 | Lewis Hamilton   | Mercedes             | 53     | 1h 18' 00 688    | 1           | 25    |
| 2     | 5  | Sebastian Vettel | Ferrari              | 53     | + 25.042 s       | 3           | 18    |
| 3     | 19 | Felipe Massa     | Williams-Mercedes    | 53     | + 47.635 s       | 5           | 15    |
| 4     | 77 | Valtteri Bottas  | Williams-Mercedes    | 53     | + 47.996 s       | 6           | 12    |
| 5     | 7  | Kimi Räikkönen   | Ferrari              | 53     | + 1:08.860 min.  | 2           | 10    |
| 6     | 11 | Sergio Pérez     | Force India-Mercedes | 53     | + 1:12.783 min.  | 7           | 8     |
| 7     | 27 | Nico Hülkenberg  | Force India-Mercedes | 52     | + 1 Volta        | 9           | 6     |
| 8     | 3  | Daniel Ricciardo | Red Bull-Renault     | 52     | + 1 Volta        | 19          | 4     |
| 9     | 9  | Marcus Ericsson  | Sauber-Ferrari       | 52     | + 1 Volta        | 12          | 2     |
| 10    | 26 | Daniïl Kviat     | Red Bull-Renault     | 52     | + 1 Volta        | 18          | 1     |
| 11    | 55 | Carlos Sainz Jr. | Toro Rosso-Renault   | 52     | + 1 Volta        | 17          |       |
| 12    | 33 | Max Verstappen   | Toro Rosso-Renault   | 52     | + 1 Volta        | 20          |       |
| 13    | 12 | Felipe Nasr      | Sauber-Ferrari       | 52     | + 1 Volta        | 11          |       |
| 14    | 22 | Jenson Button    | McLaren-Honda        | 52     | + 1 Volta        | 15          |       |
| 15    | 28 | Will Stevens     | Marussia-Ferrari     | 51     | + 2 Voltes       | 13          |       |
| 16    | 98 | Roberto Merhi    | Marussia-Ferrari     | 51     | + 2 Voltes       | 14          |       |
| 171   | 6  | Nico Rosberg     | Mercedes             | 50     | Motor            | 4           |       |
| 181   | 14 | Fernando Alonso  | McLaren-Honda        | 47     | Prob.elèctrics   | 16          |       |
| Ret   | 8  | Romain Grosjean  | Lotus-Mercedes       | 1      | Col·lisió        | 8           |       |
| Ret   | 13 | Pastor Maldonado | Lotus-Mercedes       | 1      | Col·lisió        | 10          |       |
| Font: |    |                  |                      |        |                  |             |       |

Notes
^1  – Nico Rosberg i Fernando Alonso compten com a classificats en haver completat el 90% de la cursa.